# Olympische Winterspiele 2022/Teilnehmer (Armenien)
| Gelbes Symbol für Goldmedaillen mit stilisierten Olympischen Ringen | Graues Symbol für Silbermedaillen mit stilisierten Olympischen Ringen | Braundes Symbol für Bronzemedaillen mit stilisierten Olympischen Ringen |
| ------------------------------------------------------------------- | --------------------------------------------------------------------- | ----------------------------------------------------------------------- |
| —                                                                   | —                                                                     | —                                                                       |

Armenien nahm an den Olympischen Winterspielen 2022 in Peking zum 9. Mal in seiner Geschichte an Olympischen Winterspielen teil. Je drei Frauen und Männer, die in drei verschiedenen Konkurrenzen antraten, wurden nominiert.

## Teilnehmer nach Sportarten

### Eiskunstlauf
| Athleten                             | Wettbewerbe | Kurzprogramm/-tanz | Kurzprogramm/-tanz | Kür/Kürtanz | Kür/Kürtanz | Gesamt | Gesamt |
| Athleten                             | Wettbewerbe | Punkte             | Rang               | Punkte      | Rang        | Punkte | Rang   |
| ------------------------------------ | ----------- | ------------------ | ------------------ | ----------- | ----------- | ------ | ------ |
| Tina Karapetjan Simon Proulx-Sénécal | Eistanz     | 65,87              | 19                 | 101,16      | 16          | 167,03 | 18     |

### Ski Alpin
| Athleten             | Wettbewerbe  | 1. Lauf | 1. Lauf | 2. Lauf | 2. Lauf | Gesamt | Gesamt |
| Athleten             | Wettbewerbe  | Zeit    | Rang    | Zeit    | Rang    | Zeit   | Rang   |
| -------------------- | ------------ | ------- | ------- | ------- | ------- | ------ | ------ |
| Männer               |              |         |         |         |         |        |        |
| Harutjun Harutjunjan | Riesenslalom | DNS     | DNS     | DNS     | DNS     | DNS    | DNS    |

### Skilanglauf
| Athleten           | Wettbewerbe     | Zeit        | Rang |
| ------------------ | --------------- | ----------- | ---- |
| Frauen             |                 |             |      |
| Katja Galstjan     | 10 km Klassisch | 34:37,5 min | 74   |
| Angelina Muradjan  | 10 km Klassisch | 39:43,4 min | 94   |
| Männer             |                 |             |      |
| Mikajel Mikajeljan | 15 km Klassisch | 43:09,1 min | 61   |
| Mikajel Mikajeljan | 30 km Skiathlon | 1:25:53,7 h | 47   |

| Athleten       | Wettbewerbe | Qualifikation | Qualifikation | Viertelfinale | Viertelfinale | Halbfinale    | Halbfinale    | Finale        | Finale        | Rang |
| Athleten       | Wettbewerbe | Zeit          | Rang          | Zeit          | Rang          | Zeit          | Rang          | Zeit          | Rang          | Rang |
| -------------- | ----------- | ------------- | ------------- | ------------- | ------------- | ------------- | ------------- | ------------- | ------------- | ---- |
| Frauen         |             |               |               |               |               |               |               |               |               |      |
| Katja Galstjan | Sprint      | 4:00,48 min   | 80            | ausgeschieden | ausgeschieden | ausgeschieden | ausgeschieden | ausgeschieden | ausgeschieden | 80   |